# Request + Line
"Request + Line" hip hop je pjesma američkog sastava Black Eyed Peas. Objavljena je kao njihov treći, ujedno i posljednji, singl s albuma Bridging the Gap 3. ožujka 2001. u izdanju Interscope Recordsa.

## O pjesmi
Na pjesmi gostuje američka pjevačica Macy Gray. Pjesma je snimljena nakon što je sastav napustila Kim Hill, a prije nego što se sastavu pridružila Fergie. Pjesma je postala njihov prvi singl koji je dospio na top ljestvice diljem svijeta.

## Popis pjesama
CD singl
1. "Request Line" (albumska verzija)
2. "Request Line" (Will.I.Am remix)
3. "Request Line" (Track Masters remix)
4. "Request Line" (video)

## Videospot
Videospot za singl snimljen je godine 2003. pod redateljskom palicom Josepha Kahna. U videu se pojavljuju svi članovi Black Eyed Peasa te Macy Gray. Prikazani su na ogromnoj rotirajučoj gramofonskoj ploči, u WC-u i u kupaoni. Macy Gray sjedi na sofi.

## Top ljestvice
| Top ljestvice (2001.)   | Najviša pozicija |
| ----------------------- | ---------------- |
| Australija              | 21               |
| Nizozemska              | 86               |
| Njemačka                | 85               |
| Novi Zeland             | 10               |
| Ujedinjeno Kraljevstvo  | 31               |
| SAD (Billboard Hot 100) | 63               |
| SAD (R&B/Hip-Hop Songs) | 51               |
| SAD (Pop Songs)         | 39               |